# Casio Loopy

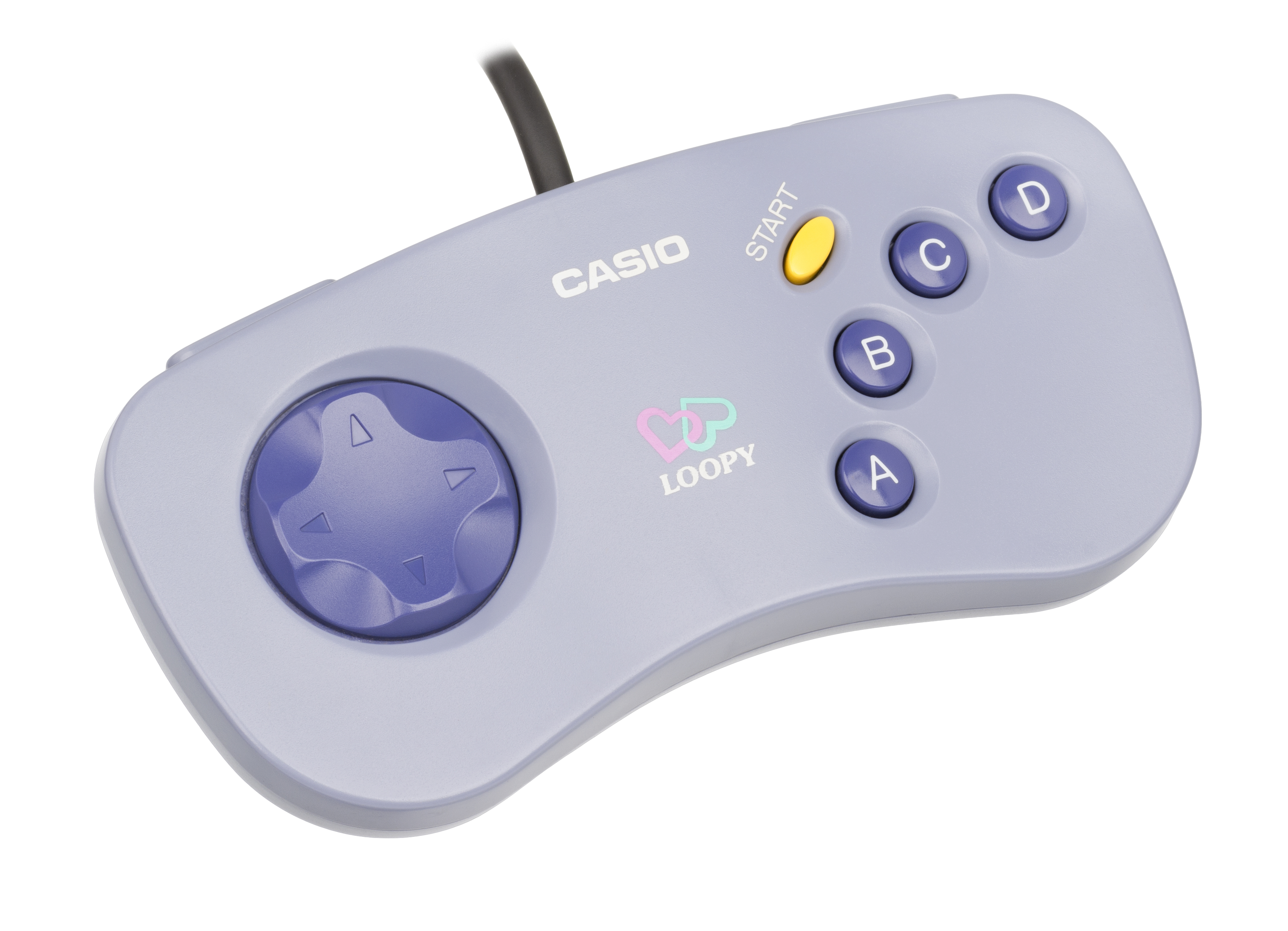
Gamepad des Casio Loopy

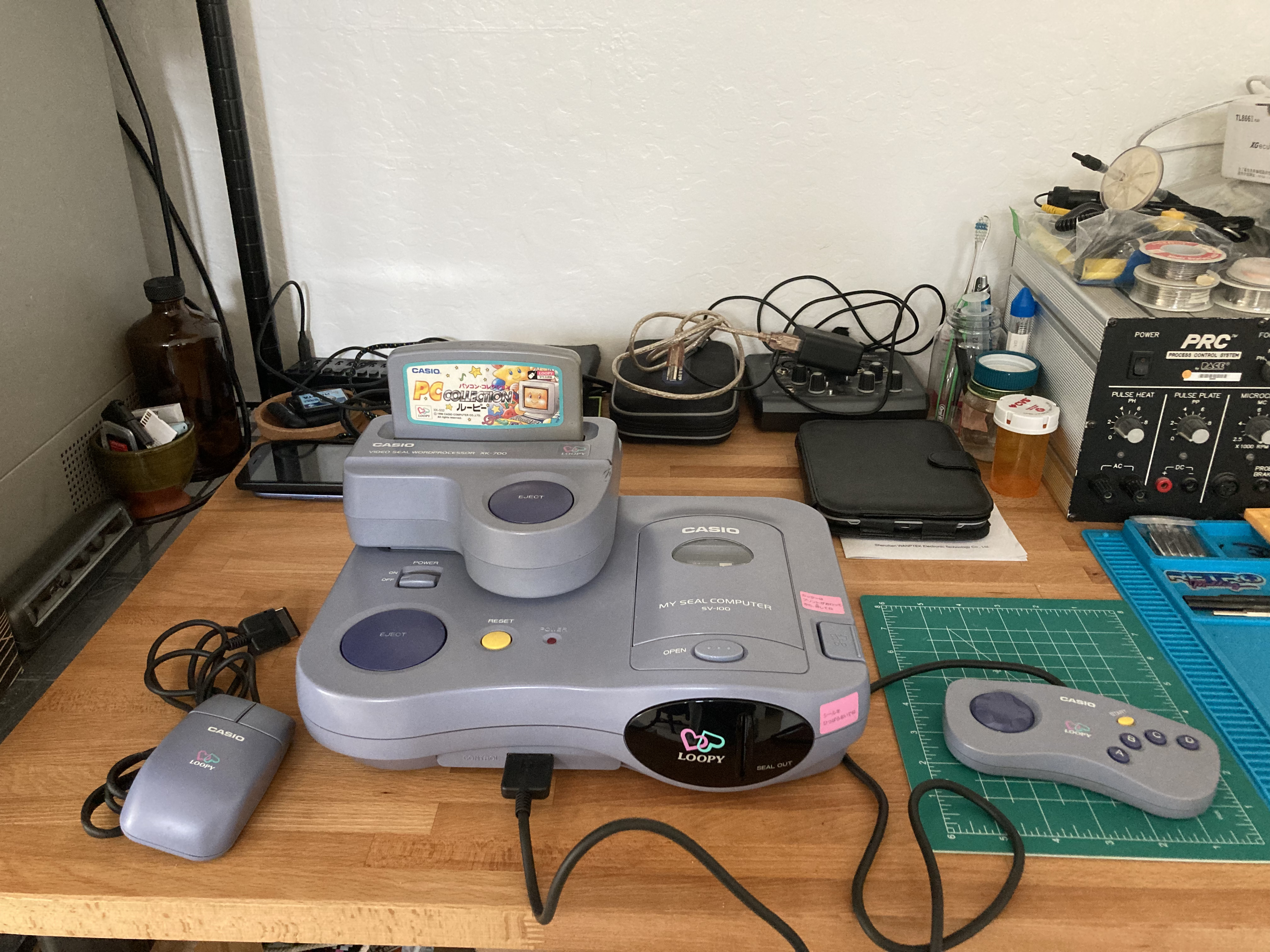
Casio Loopy mit aufgesteckter Erweiterung Magical Shop

Das Casio Loopy (bzw. My Seal Computer SV-100) ist eine stationäre Spielkonsole des japanischen Unternehmens Casio. Es wurde am 19. Oktober 1995 exklusiv in Japan veröffentlicht und war die erste Konsole, die speziell für die weibliche Zielgruppe konzipiert war. Die Produktion der Konsole wurde im Dezember 1998 eingestellt. Die Softwareentwicklung endete im November 1996, wobei die letzten Titel 1997 veröffentlicht wurden.

## Technische Daten
- CPU: Hitachi SuperH 1 (SH7021)
- Speicher: 1 MB RAM[4]
- Modulgröße: 2 MB ROM[4]

Am Gerät konnte ein Gamepad, optional auch eine Maus angeschlossen werden. Bemerkenswert und bis heute vermutlich einzigartig war der eingebaute Farbdrucker. Er ermöglichte den Ausdruck von Screenshots, die mit Text versehen werden konnten. Mittels einer Erweiterung namens Magical Shop konnten auch Screenshots von externen Quellen wie Videorekordern erstellt werden.